# Bubble Bobble Neo!
Bubble Bobble Neo! (バブルボブル Neo! Baburu Boburu Neo!?) y Bubble Bobble Plus! son dos videojuegos de acción y plataformas de la compañía Taito publicados en 2009 como remakes de Bubble Bobble, el videojuego de 1986 para arcade. Bubble Bobble Neo! fue publicado en el servicio de descargas Xbox Live Arcade para Xbox 360 en Japón el 5 de agosto de 2009 y en Norteamérica el 16 de septiembre de 2009, mientras que Bubble Bobble Plus!, para WiiWare, apareció en Japón (como Bubble Bobble Wii) el 10 de febrero de 2009; en las regiones PAL, el 10 de abril de 2009, y en Norteamérica, el 25 de mayo de 2009.